# Kościół św. Mikołaja w Zamościu
Kościół św. Mikołaja w Zamościu – renesansowo-barokowy kościół na Starym Mieście w Zamościu, wzniesiony w XVII wieku.

## Lokalizacja
Jest to dawna cerkiew grecka, później greckokatolicka (unicka) i prawosławna, położona w południowo-wschodniej części zamojskiej starówki (przy jej dawnych murach), przy ulicy T. Kościuszki z głównym wejściem od ulicy Bazyliańskiej.

## Historia

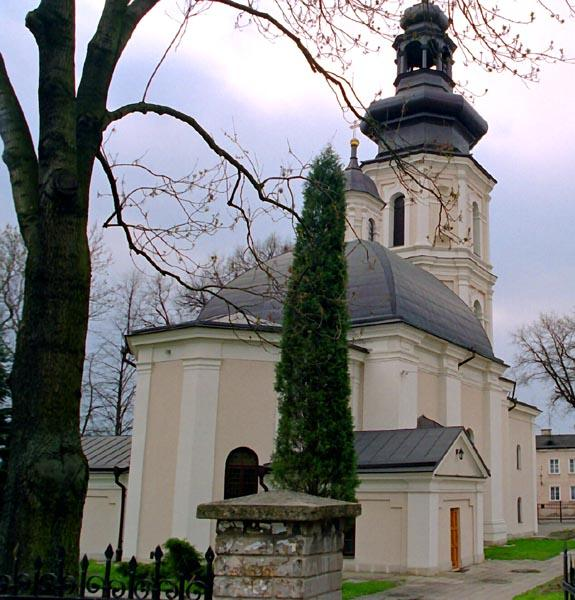
Kościół św. Mikołaja od strony wschodniej

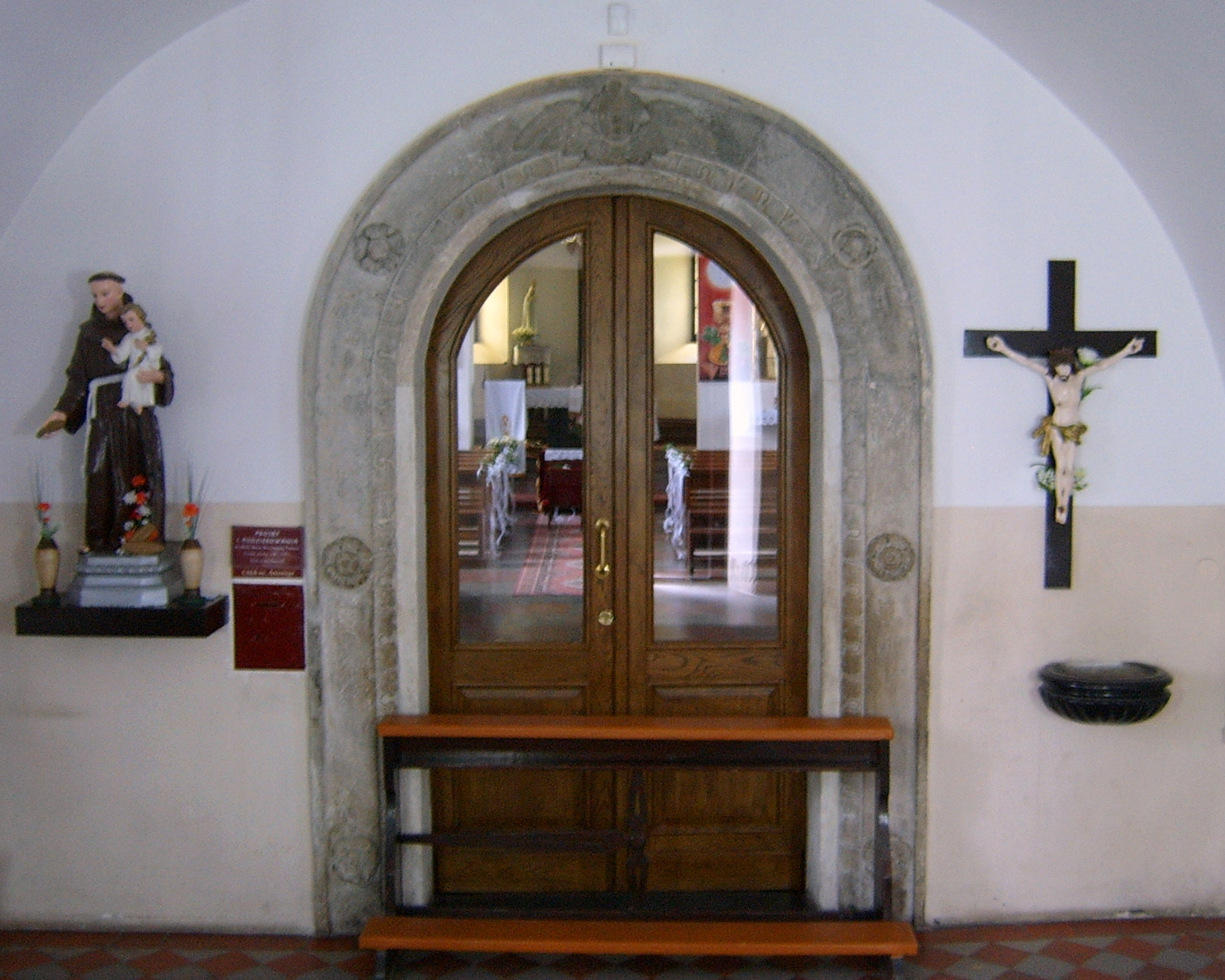
Portal wejścia do kościoła (w kruchcie)

### Okres prawosławny w XVII wieku
Początkowo była to drewniana cerkiew, wybudowana na początku XVII wieku, zajmowana przez Greków wyznania prawosławnego, ale po krótkim czasie przejęta przez ruskie bractwo cerkiewne, dla którego drugi ordynat Ordynacji Zamojskiej, Tomasz Zamoyski, ufundował w 1618 nową, murowaną świątynię. Budowano ją do 1631 według projektu Jana Jaroszewicza, związanego także z innymi budynkami w Zamościu, oraz Jana Wolffa. Znaczącej zmiany dokonano w latach 1690–1698, kiedy dobudowano od frontu ośmioboczną wieżę, w stylu późnobarokowym ze strzelnicami (na dwóch poziomach), co było związane z lokalizacją tego kościoła przy murach zamojskiej twierdzy, czyli dla funkcji obronnej miasta.

### Okres greckokatolicki, pod opieką bazylianów w XVIII wieku
W 1706, za sprawą Anny z Gnińskich Zamoyskiej, cerkiew została przekazana bazylianom (stąd nazwa ulicy Bazyliańskiej), jakich sprowadzono tu w związku z zawarciem i utrwalaniem unii brzeskiej. W 1720 odbył się tu synod zamojski latynizujący cerkiew unicką. W drugiej połowie XVIII wieku wybudowano dodatkowo klasztor Bazylianów, po zachodniej stronie kościoła, który obecnie już jednak nie istnieje. Wówczas dobudowano także niewielkie pomieszczenia na skarbiec oraz zakrystię po bokach niewielkiego prezbiterium.

### Pod zaborem rosyjskim
W okresie zaborów Polski, kiedy Zamość znajdował się pod panowaniem Rosji, dokonano kasacji i rozebrania budynku zakonu (1864), po których dotychczasowa cerkiew unicka na życzenie władz carskich została świątynią prawosławną pw. św. Mikołaja Cudotwórcy (1871). W związku z tym pozbawiona została wielu elementów wystroju, dekoracji, a jednocześnie wyposażona w cebulaste dachy hełmowe nad nawą oraz prezbiterium (czworoboczna kopuła z niewielką wieżą-latarnią), dla podkreślenia cech rosyjsko-bizantyjskich.

### Po I wojnie światowej
Po I wojnie światowej (1918) kościół rzymskokatolicki pw. św. Stanisława Kostki, dlatego pozbawiono go niektórych elementów charakterystycznych dla prawosławnych cerkwi. 
Podczas II wojny światowej hitlerowskie władze okupacyjne przekazały kościół grekokatolikom. 

### Po II wojnie światowej
W roku 1945 kościół przejęli sprowadzeni w 1934 roku redemptoryści, którzy przywrócili pierwotne wezwanie kościoła – po dziś jest to kościół pw. św. Mikołaja. Do roku 1993 był to kościół parafialny, ale parafię tę przejęli wówczas franciszkanie, jacy powrócili do pobliskiego kościoła pw. Zwiastowania NMP.

## Wyposażenie
Wnętrze tego jednonawowego kościoła nie jest zbyt wielkie, ale ma cenne wyposażenie i wygląd. Znajduje się tam m.in. późnorenesansowy portal z rozetami oraz barokowa kropielnica z czarnego marmuru (w kruchcie), chór muzyczny z 16-głosowymi organami (w części pronaos), liczne późnorenesansowe dekoracje, płaskorzeźby głów aniołów czy polichromowane sztukaterie w sklepieniu nawy. Wśród nowego wyposażenia są tu m.in. granitowy główny ołtarz, dębowe ławki i konfesjonały. Na wieży kościoła biją dzwony z połowy XX stulecia.